# 암호명 와일드 기스
《암호명 와일드 기스》(Code Name: Wild Geese)는 스위스에서 제작된 안토니오 마거리티 감독의 1984년 액션, 전쟁 영화이다. 루이스 콜린스 등이 주연으로 출연하였고 어윈 C. 디트리히 등이 제작에 참여하였다.

## 출연

### 주연
- 루이스 콜린스
- 리 밴 클리프
- 어네스트 보그나인
- 밈지 파머

### 조연
- 클라우스 킨스키
- 맨프레드 레흐만
- 하르트무트 뉴게바우어